# Alexei Wassiljewitsch Wassiltschikow

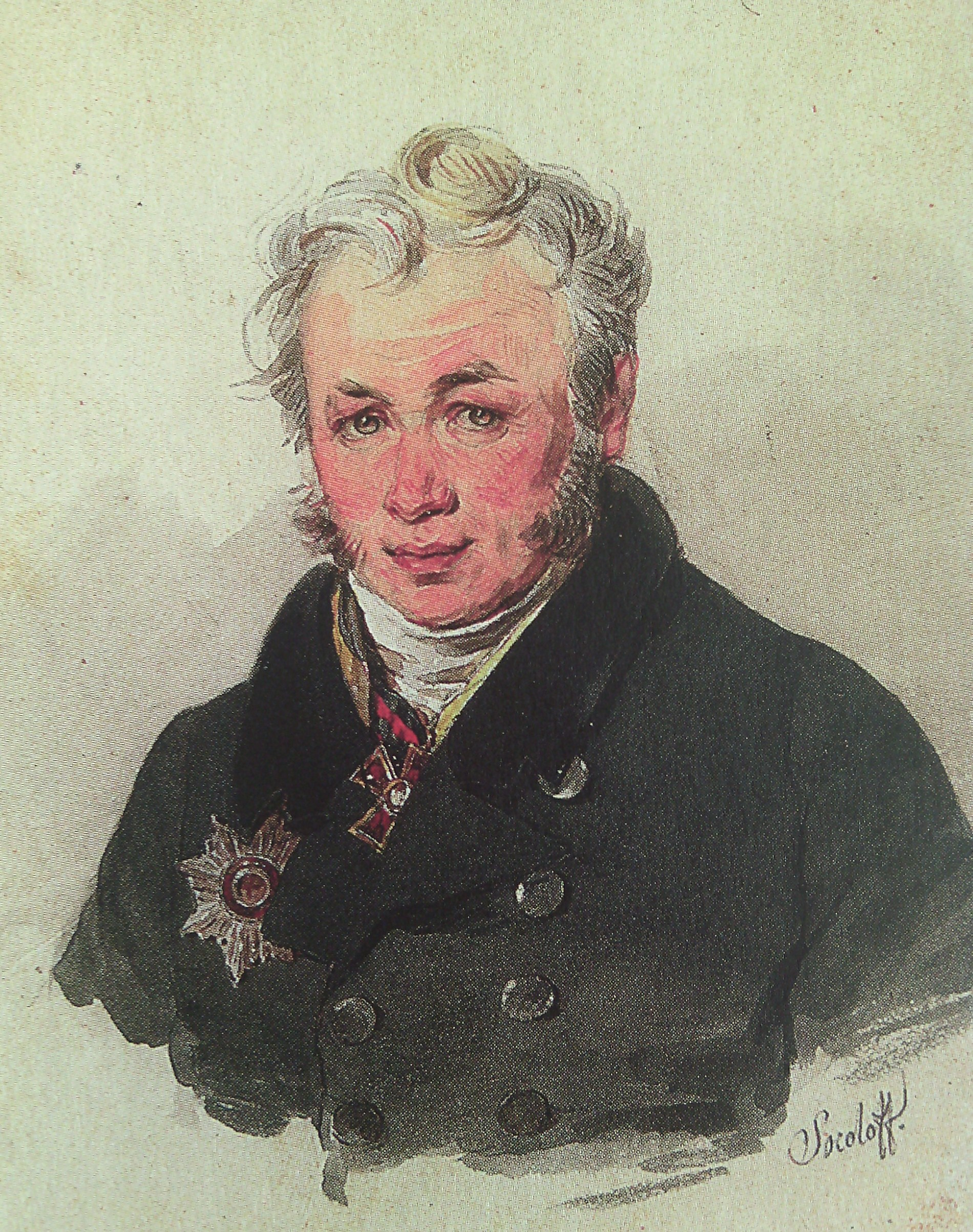
Alexei Wassiljewitsch Wassiltschikow (1830), Gemälde von Pjotr Sokolow

Knes Alexei Wassiljewitsch Wassiltschikow (russisch: Васильчиков, Алексей Васильевич; * 29. Augustjul. / 9. September 1776greg.; † 6. Apriljul. / 18. April 1854greg. in Moskau) war ein russischer Bojar. Im Russischen Kaiserreich war er Wirklicher Geheimer Rat und Senator im Regierenden Senat.

## Leben
Als Kammerjunker begann er seinen diplomatischen Dienst in der Wiener Botschaft, die vom Botschafter Andrei Kirillowitsch Rasumowski geleitet wurde. Danach versah er seinen Dienst im Hofstaat und stand im Rang eines Kammerherrn und Stallmeisters. Nach mehreren und großen Erbschaften ließ er, nach seiner Hochzeit, eine Villa in der Sankt Petersburger Prachtstraße Bolshaya Morskaya erbauen. In Sankt Petersburg initiierte er die Errichtung von sozialen und gemeinnützigen Einrichtungen und Organisationen. Er leitete in der kaiserlichen Staatskanzlei die sogenannte „Mariinski-Abteilung“. Dieses war die Abteilung für die Verwaltung der Wohltätigkeit und geht auf Kaiserin Maria Fjodorowna, der Ehefrau von Zar Paul I.  zurück. Er ließ Waisenhäuser, Bildungshäuser und Krankenhäuser errichten und war Mitglied im Kuratorium der öffentlichen Wohltätigkeitseinrichtungen.
Am 10. Juni 1820 wurde er zum Senator ernannt und wurde Mitglied in der Russischen Mineralogie Gesellschaft.
Im Jahre 1838 trat er in den Ruhestand und zog mit der Familie in die Provinz Kiew, von 1841 bis 1843 lebten sie in Europa und kehrten dann nach Moskau zurück. In Moskau lebte sie im herrschaftlichen Stil, sie gaben große Abende und pflegten in der Moskauer Gesellschaft einen fürstlichen Stil. A.W. Wassiljewitsche starb im Alter von 77 Jahren, seine Frau folgte ihm 1858, ihre Grabesstätte ist in der kleinen Kathedrale des Donskoi-Klosters.

## Herkunft und Familie
A.W. Wassiltschikow stammte aus den Nachfahren der Rurikiden, das Geschlecht der Wassiltschikows stammte aus dem 16. Jahrhundert und wurde 1839 in den russischen Fürstenstand erhoben. Sein Vater war der Kammerherr Knes Wassili Semjonowitsch Wassiltschikow (1743–1828), der mit Gräfin Anna Kyrillowna Razummowskaja verheiratet war. Seine Schwester Maria Wassilowna war mit dem kaiserlich-russischen Kanzler Wiktor Pawlowitsch Kotschubei verheiratet, der die Karriere seines Schwagers förderte. Sein Onkel war Alexander Semjonowitsch Wassiltschikow (1746–1813), der eine Affäre mit der Kaiserin Katharina II. hatte.

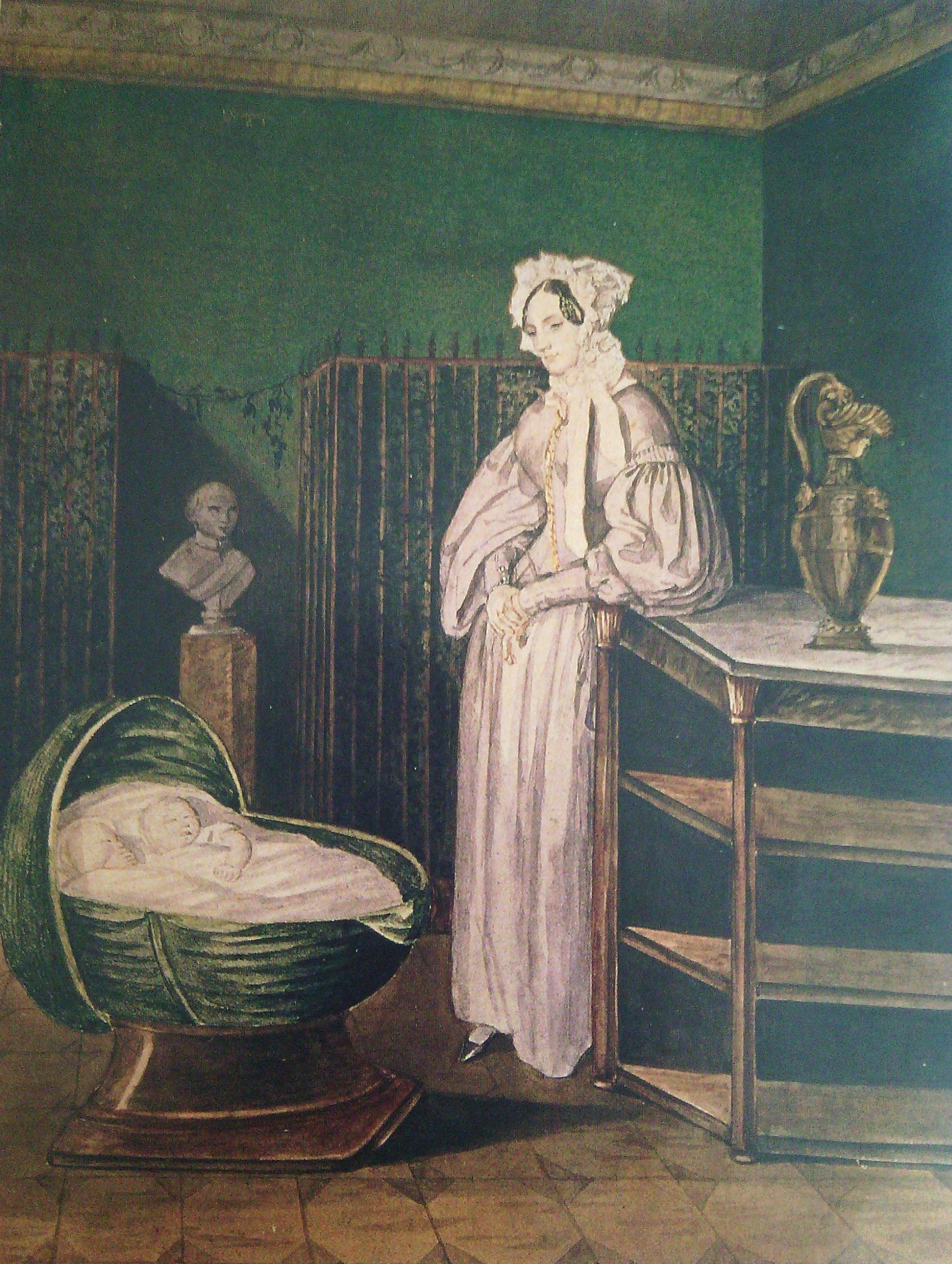
Alexandra Iwanowa Wassiltschikowa (Arkhorowa)

Alexsei Wassiljewitsch heiratete Alexandra Iwanowna Arkharowa (1795–1855), sie war die Tochter des Moskauer Militärgouverneurs Iwan Pjotrowitsch Archarow. Ihre Nachkommen waren:
- Anna Alexejewna (1823–1890) ⚭ Graf Paul von Baranoff
- Wassili Alexejewitsch (1825–1861)
- Kathrina Alexejewna (1825–1888) ⚭ Fürst Wladimir Alexandrowitsch Tscherkasski
- Sophia Alexejewna (*/† 1827)
- Pjotr Alexejewitsch (1829–1898), Kammerherr ⚭ Gräfin Eugenie Wladimirowna Orlowa-Davidowna
- Alexander Alexejewitsch (1832–1890), Direktor der Eremitagein Sankt Petersburg ⚭ Gräfin Olga Wassiljewna Olsufiewa

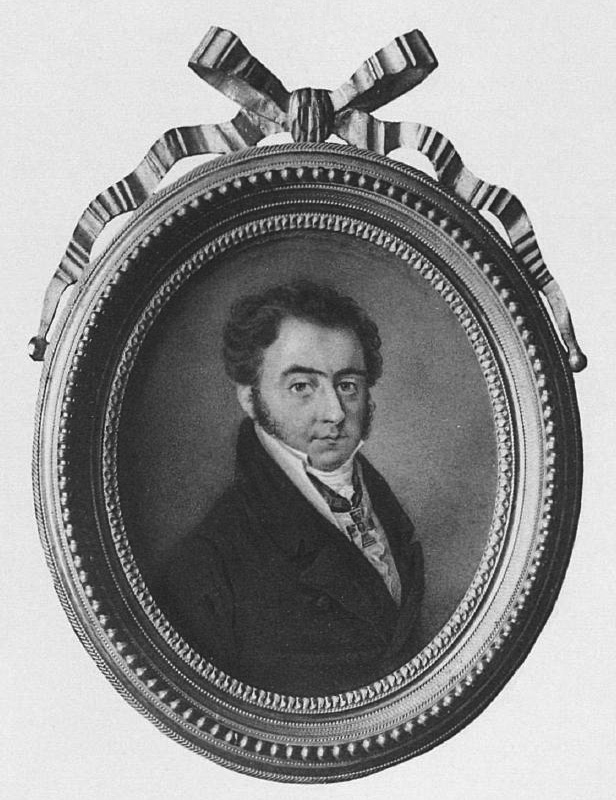
Alexei Wassiljewitsch Wassiltschikow
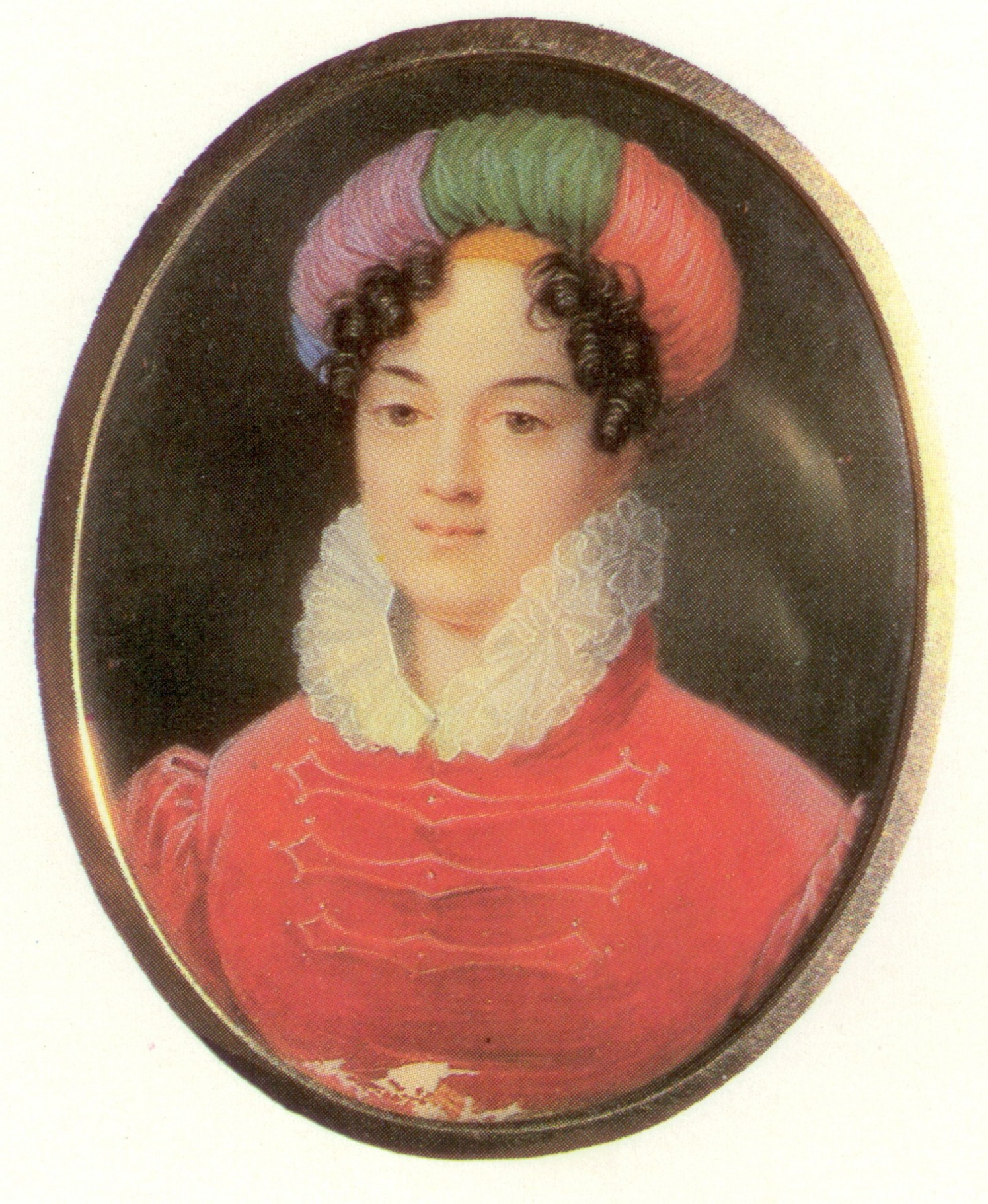
Alexandra Iwanowna Wassiltschikowa
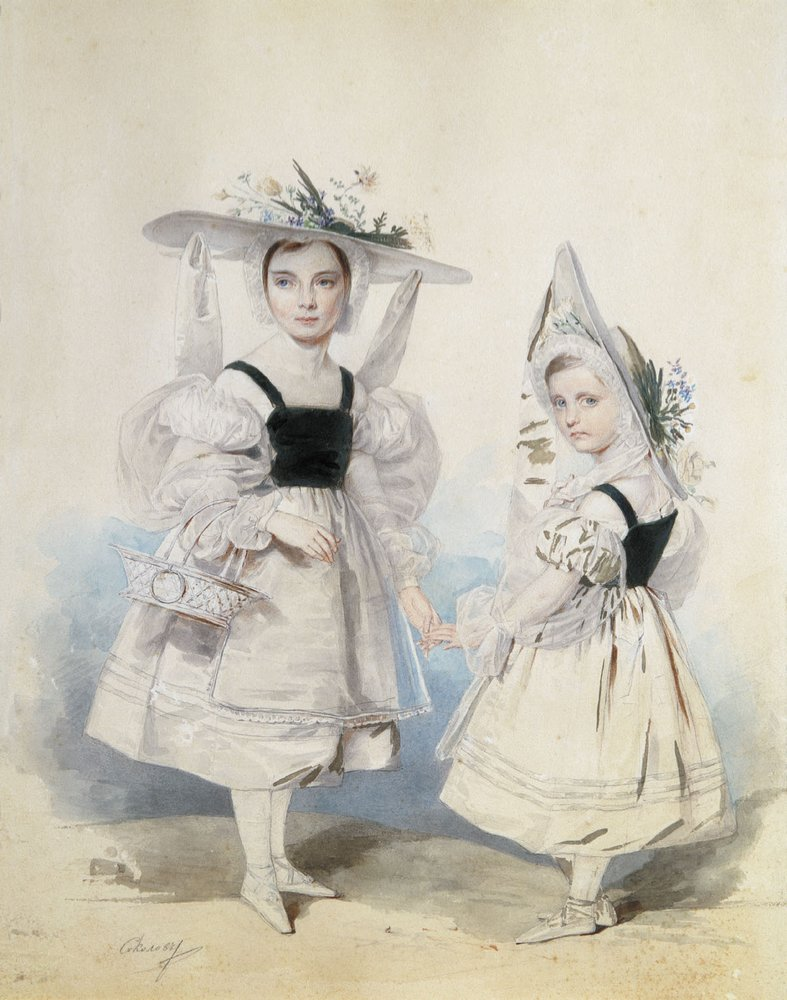
Töchter Anna und Katharina
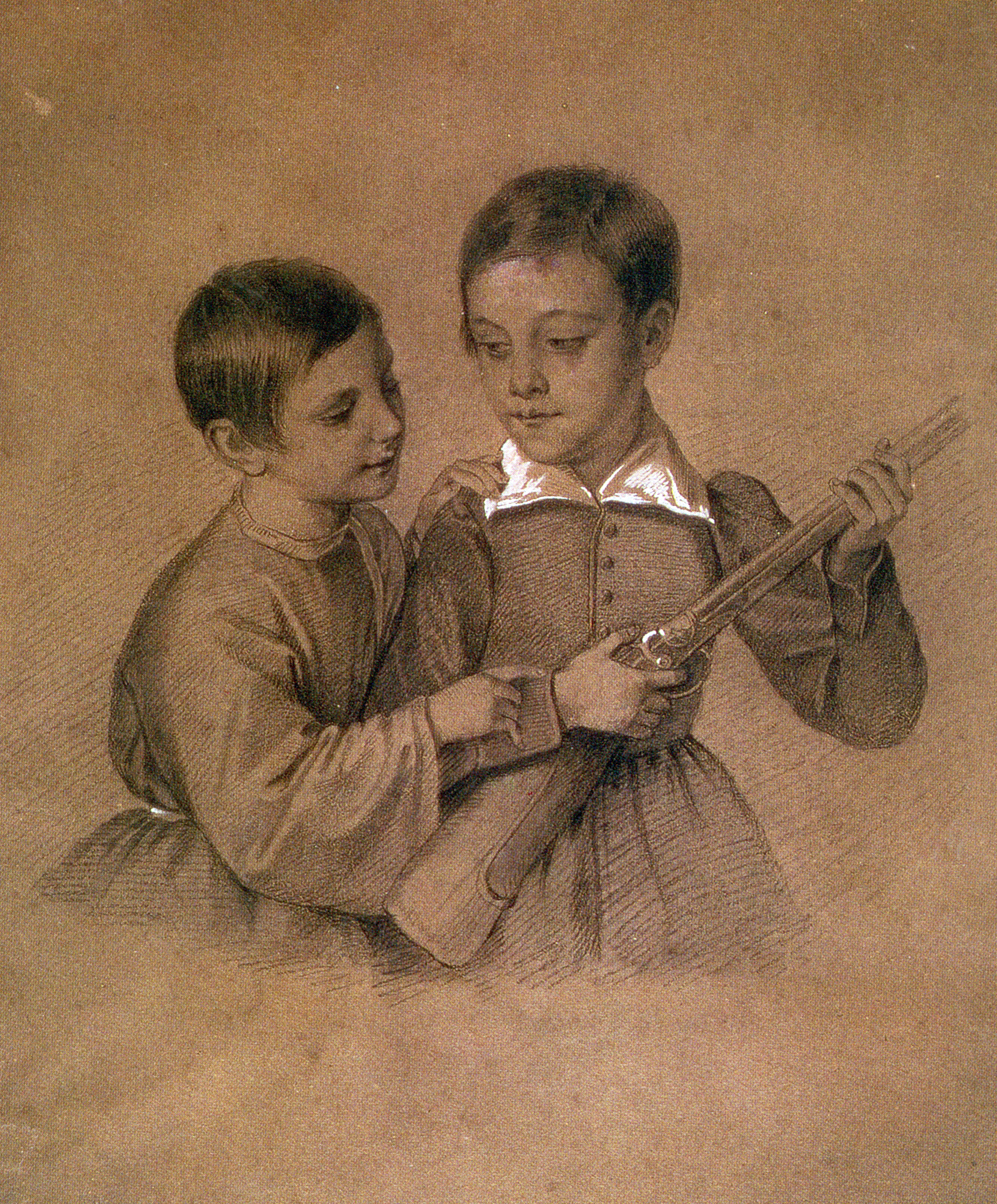
Söhne Alexander und Pjotr